# 長沼ダム
長沼ダム（ながぬまダム）は、宮城県登米市にある、一級河川・北上川水系の天然湖「長沼」に建設されたダムである。
2014年（平成26年）5月竣工。同年12月1日より、命名権を取得したパシフィックコンサルタンツ（東京都）が当ダムに設定した愛称「パシフィックコンサルタンツ長沼ダム」が優先的に使用されている。

## 概要
宮城県土木部の施工による県営ダムであり、自然湖をダム化する例としては過去最大規模の事業である。
堤高が15.3mあり、アースダムとしては総貯水容量と湛水面積（ダム湖の面積）で日本一の規模を誇る。
迫川下流部の治水目的のほか、長沼のローイング競技（ボート競技）の円滑な運営を図るためのレクリェーション目的を有する補助多目的ダムである。レクリェーション目的を持つダムとしては東日本唯一である。
| 名称                                    | 命名権                                                  | 命名権                        | 命名権          | 位置                                  |
| 名称                                    | 愛称                                                    | 契約期間                      | 契約料 （税別） | 位置                                  |
| --------------------------------------- | ------------------------------------------------------- | ----------------------------- | --------------- | ------------------------------------- |
| 長沼ダム                                | パシフィックコンサルタンツ長沼ダム （パシコン長沼ダム） | 2014年12月1日 - 2019年3月31日 | 30万円/年       | 北緯38度42分34.8秒 東経141度8分58秒   |
| 宮城県長沼漕艇場 （宮城県長沼ボート場） | アイエス総合ボートランド                                | 2014年4月1日 - 2017年3月31日  | 20万円/年       | 北緯38度41分32.1秒 東経141度8分7.9秒  |
| 長沼フートピア公園                      | －                                                      | －                            | －              | 北緯38度41分20.8秒 東経141度8分6.8秒  |
| 兵粮山公園                              | －                                                      | －                            | －              | 北緯38度41分55.5秒 東経141度8分48.5秒 |
| 長沼温泉                                | －                                                      | －                            | －              | 北緯38度41分59.3秒 東経141度8分49.5秒 |
| 新田総合運動場                          | －                                                      | －                            | －              | 北緯38度41分5.6秒 東経141度5分49.3秒  |

## 地理
長沼は、北上川の旧流路である旧北上川に注ぐ河川では江合川に次ぐ大河川である迫川（はさまがわ）の支流として扱われる天然湖である。この付近には長沼をはじめ東北地方最大のハクチョウ飛来地である伊豆沼や内沼、蕪栗沼（かぶくりぬま）といった湖沼があり、小河川を通じて迫川に合流している。ダムは長沼の北端に建設され、導水路を通じて迫川に通じる形となっている。ダムの名称もこの長沼から採られている。なお、所在地は当初登米郡迫町であったが、平成の大合併によって現在は登米市となっている。

## 沿革
1947年（昭和22年）のカスリーン台風や1948年（昭和23年）のアイオン台風で北上川流域は深刻な被害を受けた。これを機に北上川水系は広域的な治水計画が検討されるようになった。迫川流域は戦前の河川改修によって逆に水害が増幅したという経緯があり、これを解消するために多目的ダムによる治水が求められ、上流に花山ダム（迫川）や栗駒ダム（三迫川）が宮城県によって計画された。だが、北上川上流部（岩手県）や江合川の治水との整合性を図る必要性、さらには当時喫緊の課題であったかんがい整備と電源開発の早期整備も同時に求められ、水系一貫開発の必要性が生じた。
1950年（昭和25年）に国土総合開発法が施行され、北上川水系は同法に基づく「総合開発特定地域」に指定され1954年（昭和29年）には北上特定地域総合開発計画として上流・下流を一貫した河川総合開発事業計画が樹立された。この中で迫川については花山・栗駒両ダムによる治水・利水事業が行われ、「第一次迫川総合開発事業」としてそれぞれ1957年（昭和32年）・1961年（昭和36年）に完成させた。しかし迫川下流部は地形的な理由から洪水の際には北上川の河水が逆流し易く、その上伊豆沼や長沼の増水によって低地の農地や家屋が浸水する「内水氾濫（はんらん）」による被害が多かった。
これを解消させるには上流部でのダム建設に加え、遊水地の建設と自然湖である伊豆沼・長沼・蕪栗沼の活用が必要になった。このことから遊水地として迫川に南谷地遊水地、蕪栗沼に蕪栗沼遊水地を建設して洪水を貯留するほか、伊豆沼と長沼を洪水調節池として利用する計画が立案された。そこで1971年（昭和46年）より「第二次迫川総合開発事業」が策定され、この中で長沼のダム化が正式に決定された。これが長沼ダムである。なお伊豆沼も当初はダム化を行う予定であったが、ダム建設の適地がないことからダム案を断念し、仮屋水門と飯土井水門という二つの水門による連携操作で伊豆沼に洪水を貯留する方法を採用した。

## 補償
だが、長沼ダムの建設に伴い長沼の水位が上昇することで周辺の民家140戸が水没、さらに自然湖をダム化することで環境への影響が多大であるという理由から地元の反対運動は激しいものがあった。1975年（昭和50年）に事業の着手はされたものの反対運動の激化で計画の進捗は遅延していった。1982年（昭和57年）水源地域対策特別措置法の「法9条指定ダム」に認定され補償に対する国庫補助がかさ上げされたことから次第に補償交渉は進展、最終的に妥結した。
対策として旧迫町古宿地区に鞍部ダムを建設するほか、滝沢地区と梅ケ沢地区には調整池と副堤防を設けて洪水による水位上昇時に湖水が流入しない対策を行うほか同地区の農地をかさ上げして浸水が起きない方策を採った。さらに全長27キロメートルの湖周道路を整備し、地域の生活道路として利用することも事業として実施した。これら周辺整備を行いダム本体の工事に着手、現在は本体盛り立て工事を実施しており2012年（平成24年）に完成・運用される予定である。

## 目的

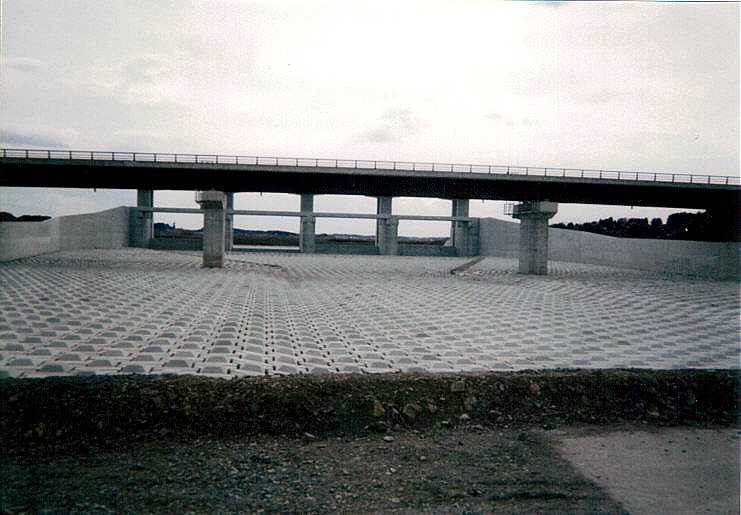
長沼ダムに併設される長沼水門

ダムの型式はアースダムで、左岸に4門の水門（長沼水門）を擁する。高さは15.3メートルと河川法・河川管理施設構造令に定義されたダムの高さをわずかに超えているが、完成すれば湛水（たんすい）面積と総貯水容量では日本最大のアースダムとなる。目的は洪水調節・不特定利水、そして全国約2,700ダムの中で三基のダムしか有していないレクリェーションが目的になっている。
洪水調節については、通常のダムとは異なる洪水調節方式を採っている。普通、ダムが洪水を調節する時は上流から流入する洪水を貯水池に貯めこみ、下流の流量を計画に定められた少ない流量に抑えるのが一般的である。しかし長沼ダムの場合は下流の迫川の洪水を長沼に引き込み、貯めこむことで洪水調節を図ろうとしている。すなわち、迫川に越流堤を設けて洪水時には越流堤から自然に河水が流れ出すようにする。そして流れ出した洪水は全長2.7キロメートルの導水路を通じて長沼ダムに併設された長沼水門を通じ長沼へ流入させる。流入後は長沼水門を閉じ、迫川の水位が低下した時点で水門を開いて洪水を放流し、迫川導流堤に併設された砂原水門で迫川に放流する。また、迫川を挟んで対岸には南谷地遊水地があり、それぞれ毎秒600トンと毎秒300トンの洪水を調節する。こうして長沼ダムは南谷地遊水地や迫川上流ダム群（花山ダム・栗駒ダム・荒砥沢ダム・小田ダム）と連携して登米地域の治水を図ろうとしているのである。
不特定利水については、従来長沼に依存していた登米市の農地2,000ヘクタールに対して慣行水利権分の農業用水を補給するほか、宅地化の進展で水質汚濁が著しい長沼川に一定の水量を供給することで河川の正常な流量を維持し、水質改善を図ることを目的としている。

### 宮城県長沼漕艇場

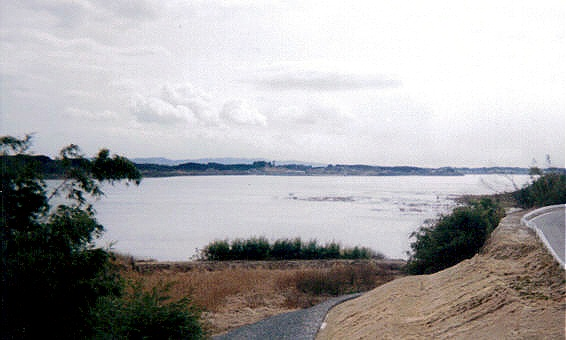
長沼。広い面積と穏やかな湖面がローイング競技（ボート競技）の適地になっている。

長沼ダムは計画当初は洪水調節と不特定利水を目的とした治水ダムであったが、1992年（平成4年）より補助多目的ダムとして事業が拡大された。その目的はレクリェーション目的であり、日本においては兵庫県の石井ダム（石井川・神戸市）・武庫川ダム（武庫川・宝塚市）と長沼ダムの三ダムしか有しない。具体的な目的はローイング競技を行うための水位確保である。
長沼はかねてよりローイング競技（ボート競技）の適地として利用されていたが、1990年（平成2年）に宮城県長沼漕艇場として整備され、同年8月には宮城県で行われたインターハイにおいてボート競技の会場となった。この時に優良な競技場として高く評価され、宮城県教育庁は長沼のボートコースを本格的に整備すべく従来全長1,000メートルであったボートコースを国際A級コースの基準である全長2,000メートルに倍増させ、これを8本整備する計画を立てた。ところがこの計画を実行するにあたり最大の問題となったのが長沼の水位であった。ローイングの競技が盛んに行われるのは夏季であるが、この時期は農業用水の需要が最も多い時期でもあり長沼の水位は最も低下する。このため十分な水位が確保できず、競技に影響を及ぼす懸念があった。同時期、ダムを施工していた宮城県土木部は迫川の洪水流入によって長沼の堆砂が進行することへの対策を検討しており、長沼の湖底を浚渫（しゅんせつ）して水深を深くすることで十分な堆砂容量を確保しようとした。
この長沼の浚渫がローイング競技での水位確保にも有用であることから、1992年より宮城県土木部と宮城県教育庁の共同事業として長沼の浚渫工事がダム関連事業として着手され、同時に宮城県営長沼漕艇場ボートコース整備のため競技に必要な水位確保が正式に長沼ダム建設事業の目的に加えられ、多目的ダムとして事業が拡大された。浚渫事業は1996年（平成8年）に完了しており、ダム完成後は国際競技大会が可能な国内有数のボートコースとして長沼は利用されることになる。
1999年（平成11年）10月には、翌年のシドニーオリンピックのアジア予選を兼ねた第8回アジアボート選手権が開催された。

## 観光

長沼周辺の空中写真。
2021年10月4日撮影の8枚を合成作成。
。

長沼はハクチョウやカモの飛来地で有名な伊豆沼に隣接している。宮城県は全国の渡り鳥の80%～90%が越冬もしくは一時休息する地域であり、特に伊豆沼とその周辺は極めて多くの渡り鳥が越冬するためバードウォッチングの最も盛んな場所である。しかし近年の鳥インフルエンザなど伝染病・感染症の伝播が懸念されており、宮城県では長沼ダムや花山ダムなど迫川流域のダム湖を整備して越冬地を分散させ、過密化の解消とそれに随伴する伝染病の蔓延（まんえん）予防対策を展開している。植物では長沼は有数のハスの繁殖地であり夏には長沼ハスまつりも開催される。遊覧船によってハスを間近で観察することも出来る。湖岸にはオランダ風車がシンボルの長沼フートピア公園もあり、多くの家族連れで賑わう。